# Sopra Group
Sopra Steria (Euronext: SOP) es una empresa francesa de servicios digitales (ESN) y una empresa de consultoría en la transformación digital de empresas y organizaciones. Sopra Steria ofrece así servicios tecnológicos y de consultoría (integración de sistemas, gestión de infraestructura, ejecución de procesos de negocio) y es un editor de software empresarial (RRHH, banca, inmobiliaria). Sopra Steria es el resultado de la fusión en enero de 2015 de las dos empresas francesas de servicios digitales Sopra y Steria, creadas respectivamente en 1968 y 1969. El grupo cuenta con 46.000 empleados en 2020, repartidos en más de 25 países, incluidos 20.000 en Francia, y alcanza una facturación de 4.300 millones de euros en 2020.